# Бабай ТБ
«Бабай ТБ» — закритий український телеканал для дорослих, який мовив у вечірній/нічний час. Транслював фільми жахів та еротичні фільми.

## Про канал
Телеканал розпочав тестове мовлення вночі проти 2 листопада 2008 року, о 03:00, а повноцінне мовлення — 1 лютого 2009 року. На відміну від «Гумор ТБ», на «Бабай ТБ» не було логотипу «Штепсель». Також «Бабай ТБ» транслювався без реклами. Замість неї транслювався промо-ролик двох каналів. Спочатку канал був каналом жахів, який в дозволений законом час демонстрував еротику.
Програмне наповнення телеканалу формувалося з двох тематичних напрямків: «ЖАХів» та «АХів». Під час «ЖАХів» транслювалися містичні, психологічні і фантастичні трилери, хоррор-фільми, фільми у жанрі «Треш». А під час «АХів» — еротичні фільми та програми, а також деякі музичні кліпи у блоці «Амурні мелодії». У 2009―2010 роках у блоці «Час АХів» транслювалися порнофільми студії «Private» (у цензурованій версії).
При переході з «Гумор ТБ», етер «Бабай ТБ» починався з текстового попередження: «Увага! Телеканалом здійснюється демонстрація фільмів сексуального характеру з елементами еротики, а також фільмів жахів. Перегляд особам до 21 року ЗАБОРОНЯЄТЬСЯ!» з музичним оформленням (пісня «Deep inside» гурту Future Funk Squad, з 2009 до 2016 року, і мелодія «Blade of Blood» Біллі Лінкольна і Кет Грін з 2016 до 2017 року). 2017 року етер починався без попередження.
У грудні 2014 року канал, разом з «Гумор ТБ» припинив своє мовлення, пояснюючи це фінансовим становищем. У лютому 2015 року він відновив Інтернет-мовлення, а телевізійне — 15 червня того ж року.
2016 року він змінив час і супутник мовлення на Eutelsat. Якщо раніше канал мовив 6 годин на добу (23:00—05:00), то опісля він мовив на 3 години більше (20:00—05:00).
2017 року «Бабай ТБ» транслював радянські фільми, які виходили на «Гумор ТБ» у блоці «З чого реготали наші бабусі» з 2009 по 2012 роки («Школа лихослів'я», «Весілля Кречинського» тощо).
У січні 2017 року канал отримав попередження від Національної ради з питань телебачення та радіомовлення за трансляцію фільму Даріо Ардженто «Гравець» 7 січня у слоті 20:00—21:30 замість прописаного у прокатному посвідченні показу після 22:00. Представниця мовника заявила, що канал помилився вперше, і що фільм транслювався з поміткою «18+» у червоному колі.
7 квітня 2017 року «Бабай ТБ» разом з «Гумор ТБ» де-факто припинили своє мовлення. 12 травня Національна рада з питань телебачення та радіомовлення анулювала супутникові та кабельні ліцензії каналів «Гумор/Бабай».

## Власники
Засновником і співвласником каналу, як і каналу «Гумор ТБ», був Вадим Сойреф, якому належали 98 % акцій двох телеканалів. Решта 2 % належали Ігореві Шапіро.

## Наповнення етеру

### Блок «Час ЖАХів»
- «5 днів до півночі»
- «Атомний поїзд»
- «Море душ»
- «На краю Всесвіту: Битва за мир»

### Блок «Час АХів»
- «Амурні мелодії» — блок еротичних кліпів (пізніше виходив на «Тоніс»)
- «Бомба» (2013)
- «Дао сексу і кохання»
- «Еро-шоу» — еротична інтерактивна програма (раніше виходила на «Real TV Estate»)
- «Ескорт-агентство» («Насолода»)
- «Життя на вершині»
- «Камасутра. Нові горизонти кохання»
- «Корпорація мрії» (англ. «Forbidden Science»)
- «Компрометуючі ситуації»
- «Латинський коханець»[5]
- «Міс Російська Ніч» (рос. «Мисс Русская Ночь») — російський еротичний конкурс краси[14]
- «Нічні фантазії» — еротична інтерактивна програма (раніше виходила на «Куй ТБ», «Maxxi-TV» та «Кіно»)
- «Романтична пристрасть» (1997)
- «Схід сонця» (2003)
- «Тантра — йога кохання»